# 瓦西里·杜米特雷斯库
瓦西里·杜米特雷斯库（羅馬尼亞語：Vasile Dumitrescu，？—？），罗马尼亚男子雪车运动员。他曾代表罗马尼亚参加1934年国际雪车联合会世界锦标赛，搭档亚历山德鲁·弗里姆获得男子双人金牌。